# Gérard Tremblay (évêque)
Pour les articles homonymes, voir Gérard Tremblay.
Gérard Tremblay, né le 27 octobre 1918 à Montréal et mort le 28 septembre 2019 dans la même ville, est un prélat sulpicien québécois.

## Biographie
Ordonné prêtre le 16 juin 1946, il est nommé évêque titulaire de Trisipa (de) et évêque auxiliaire de Montréal le 20 mars 1981. Il prend sa retraite le 27 août 1991.